# Карпінето-делла-Нора
Карпінето-делла-Нора (італ. Carpineto della Nora) — муніципалітет в Італії, у регіоні Абруццо,  провінція Пескара.
Карпінето-делла-Нора розташоване на відстані близько 125 км на північний схід від Рима, 39 км на схід від Л'Аквіли, 32 км на південний захід від Пескари.
Населення — 667 осіб (2014).

## Демографія
Населення за роками:

Станом на 1 січня 2023 року в муніципалітеті офіційно проживало 28 іноземців з 7 країн, серед них 18 громадян країн Євросоюзу.

## Сусідні муніципалітети
- Бриттолі
- Чивітелла-Казанова
- Офена
- Віколі
- Вілла-Чельєра
- Вілла-Санта-Лучія-дельї-Абруцці